# تپه قشلاق
تپه قشلاق مربوط به عصر آهن - دوره اشکانیان است و در شهرستان هرسین، بخش بیستون، دهستان چمچمال، ۱ کیلومتری جنوب روستای قشلاق واقع شده و این اثر در تاریخ ۲۶ اسفند ۱۳۸۷ با شمارهٔ ثبت ۲۵۴۳۳ به‌عنوان یکی از آثار ملی ایران به ثبت رسیده است.